# Diego Álvarez de Paz
Diego Álvarez de Paz (Toledo, 1549 - Potosí, 17 de enero de 1620) fue un jesuita español que tuvo mucha influencia en la literatura espiritual del Virreinato de Perú y su libro "De la vida espiritual y su perfección" es acreditado como uno de los que impulso el culto al Sagrado Corazón de Jesús en esa época, lo que tendría efectos importantes dentro de las nacientes repúblicas de Ecuador y Colombia durante el siglo XIX.

## Breve biografía
Estudió en el Colegio jesuita de Alcalá de Henares donde destacó como discípulo de Gabriel Vázquez. Completó estudios religiosos en el Colegio Máximo de San Pablo de Lima donde se dedicaría al estudio bíblico y a la teología durante los años 1586 y 1596. Siempre mostró una dualidad en su persona puesto que buscaba por un lado el activismo y desarrollo pastoral en los jesuitas, según eran las necesidades en América, pero también tenía un impulso fuerte hacia la contemplación. Por esta razón lograría unir ambas cosas a través de sus libros que tuvieron mucha popularidad.
Ordenado sacerdote, pasó a ser profesor de Artes, Teología y Sagrada Escritura en el mismo colegio y en la Universidad de San Marcos obtuvo el grado de Doctor en teología, con lo que terminaría finalmente su larga preparación y sería la clave también de su influencia en esa época.
Fue rector en lel Colegio jesuita de Quito, de 1595 a 1600 y del Cuzco de 1600 a 1604. Es aquí donde empieza la publicación de sus libros, especialmente el primero titulado De la vida espiritual y su perfección que sería publicado en León. Su reconocimiento le permitiría seguir con más publicaciones que se harían en ciudades como Amberes, Colonia, o Bruselas.
Elegido viceprovincial del Perú, pasó a regir los establecimientos jesuitas en Charcas de 1604 a 1607. Volvió a Lima, encargándose de la Prefectura del Colegio Máximo de San Pablo de 1607 a 1609, y luego la rectoría de 1609 a 1617. Con esto cerraba el ciclo que había iniciado en 1586 cuando se dedicaría al estudio en esa ciudad después de haber iniciado en Alcalá de Henares.
Provincial del Perú en 1617. Primer Director del Colegio del Príncipe en 1619. Fundó, también en 1619, en Cuzco el Colegio de San Bernardo.

## Obras
- De vita espirituali ejusque perfectione, León, 1608 y 1611;Maguncia, 1614.
- De exterminatione mali et promotione boni.
- De inquisitione pacis sive studio oraciones.
- De quotidiana virtutem exertitatione, León, 1612.
- De vitiorum extintione et virtutem adeptione, Amberes, 1624.
- De humiliate virtutem fundamento, Inglostadt, 1619.
- Ejercicios diarios de las virtudes, 1620.
- Meditaciones tripartitas, Colonia, 1620.
- Traité de la haine et fuite des pechés , Donwey, 1625.
- Meditaciones sobre la vida de Jesucristo, Bruselas, 1851.